# Martín Coria
Martín Coria (Santiago del Estero; 11 de marzo de 1952) es un actor de cine, teatro y televisión, director, productor y dramaturgo argentino.

## Carrera
De chico y cebando mates durante la filmación de una película protagonizada por Diana Ingro y dirigida por Armando Bó en Santiago del Estero, fue aconsejado por este último para dedicarse a la actuación y venir a Buenos Aires.  Fue entre otras cosas lustrabotas. Luego lo conoce a José Marrone quien le presenta a un hombre que lo lleva a Grandes valores del tango donde cantó Cuartito azul. Coria estudió  de muy joven actuación en el Instituto Universitario Nacional de artes dramáticas teniendo como premio un contrato por un año la comedia nacional. Sus compañeros del mismo y de otros años en el instituto fueron Leonor Benedetto, Roberto Carnaghi, Ana María Picchio, Cristina Murta, Lorenzo Quinteros, Ulises Dumont, Tony Vilas, Edda Díaz, Carlos Perciavalle, Gabriela Gili, Stella Maris Closas y Antonio Gasalla. Tuvo como profesores a María Rosa Gallo y Saulo Benavente.
Comenzó en cine en 1972 con la película Operación Masacre en el rol de un policía, dirigida Jorge Cedrón, protagonizada por Norma Aleandro y Carlos Carella. Trabajó en más de cuarenta  películas, siempre con roles de reparto, entre ella se pueden destacar Los traidores, Proceso a la infamia,  Sentimental (requiem para un amigo), La casa de las siete tumbas, Camila, La noche de los lápices, Expreso a la emboscada, El caso María Soledad, Eva Perón y Gallito ciego. Trabajó bajo la dirección de grandes directores de la talla de María Luisa Bemberg, Héctor Olivera, Sergio Renán, Raymundo Gleyzer, Pedro Stocki, Juan Carlos Desanzo, Santiago Carlos Oves, Jorge Cedrón, Pablo Solarz, entre muchos otros.
La televisión le brindó un espacio donde pudo lucirse en papeles generalmente de villanos. Intervino en ciclos como Los especiales de ATC, Como pan caliente, Alén, luz de luna, Cara a cara, Yago, pasión morena, Culpables, Mil millones, Casados con hijos, Padre Coraje, Cabecita y Los Simuladores. Se hizo recordado también por sus papeles en Más allá del horizonte y en Naranja y media.
En teatro se lució en piezas como Barranca abajo, El zorro y el tesoro de la montaña azul, Nunca será igual con otro, De organitos y loros y Uno nunca sabe.

## Galardones
- En el 2019 la Cultura de Santiago del Estero y Instituto Nacional de Teatro le hicieron entrega de una placa en homenaje a sus 58 años de trayectoria.
- En el 2017 se le entregó el Premio Podestá a la trayectoria por sus cincuenta años de afiliación con la Asociación Argentina de Actores.[7]

## Filmografía
Como actor:
- 2018: Unidad XV como Ramón
- 2018: El camino de la rata
- 2016: Te la vamos a dar
- 2015: El eslabón podrido
- 2014: Fin de la película (cortometraje)
- 2014: Chowman (Cortometraje) como El Inspector
- 2012: El Carbonero del Monte y el Duende del Carnaval
- 2010: Lejos de casa
- 2007: Sultanes
- 2006: El loro (cortometraje)
- 2004: NN o el juego del sueño eterno (cortometrajee) como Comisario
- 2002: Bahía mágica como Pescador
- 2001: Arregui, la noticia del día
- 2001: Testigos ocultos
- 2001: 30/30 como Almiron
- 2000: Gallito ciego como el Portero
- 1997: Sus ojos se cerraron y el mundo sigue andando
- 1997: Crónica de un extraño
- 1997: El che como Mánager
- 1996: Eva Perón como el Obrero Gráfico
- 1996: El aguita (cortometraje)
- 1995: De amor y de sombra
- 1994: Una sombra ya pronto serás como el Encargado surtidor
- 1993: Las guachas
- 1993: Funes, un gran amor
- 1993: El caso María Soledad como colectivero
- 1992: Contra toda ley
- 1992: Después del último tren
- 1992: Espiando a Marina
- 1990: Cóndor
- 1990: Enfermero de día, camarero de noche
- 1988: El camino del sur como Secuaz 1 de Máximo
- 1988: Matar es morir un poco
- 1987: Venganza por honor como Jorge
- 1987: Contacto ninja en la Argentina
- 1986: Expreso a la emboscada como Suboficial
- 1986: La noche de los lápices como El Negro
- 1986: La película del rey como Instructor
- 1985: La muerte blanca como Gómez
- 1985: Seguridad personal
- 1984: El sol en botellitas
- 1984: Camila
- 1982: La casa de las siete tumbas
- 1980: Sentimental (requiem para un amigo)
- 1979: Contragolpe como Detenido
- 1975: Don Carmelo Il Capo
- 1974: Proceso a la infamia
- 1974: Los golpes bajos
- 1973: Operación masacre
- 1973: Los traidores como un Obrero torturado
- 1972: Los Velázquez
- 1972: Operación Masacre como Policía

## Televisión[8]
- 2015: Esperanza mía.
- 2012: O Brado Retumbante
- 2006: Collar de Esmeraldas.
- 2005: Amor en custodia.
- 2005: Casados con hijos; ep. El inspector Pepe y el caso del Ojo del Faraón y Fantasías avivadas de ayer y hoy.
- 2004: Padre Coraje.
- 2002: Los simuladores, ep. El pequeño problema del gran hombre.
- 2002: Mil millones.
- 2001: Yago, pasión morena.
- 2001: Culpables.
- 1999: Cabecita.
- 1998/2000: Verano del 98.
- 1998: Lo tuyo es mio
- 1997: Como pan caliente.
- 1997: Naranja y media
- 1996:  Alén, luz de Luna.
- 1994: Más allá del horizonte.
- 1993/1994: La familia Benvenuto.
- 1990 Amigos son los amigos
- 1983: Cara a cara
- 1982: Los especiales de ATC.
- 1981: Los miserables.
- 1978: Los viajes de Charles Darwin.
- 1970: Grandes valores del tango conducido por Silvio Soldán

## Teatro
Como actor:
- Lorenzaccio
- Barranca abajo
- Luces de bohemia
- El zorro y el tesoro de la montaña azul
- Nunca será igual con otro
- Volvió una noche
- De organitos y loros
- Uno nunca sabe.
- Gabino, el mayoral
- El puente
- Poder, apogeo y escándalos del Coronel Dorrego
- Moreira…!
- Barrabás
- Savonarola
- Volvió una noche

Como Dramaturgo:
- El sastre de Lugo
- París Pompeya